# Olha Sawenczuk
Olha Jurijiwna Sawenczuk (ur. 20 maja 1988 w Doniecku) – ukraińska siatkarka grająca na pozycji przyjmującej. 

## Sukcesy klubowe
Puchar Ukrainy:
- 2004, 2005, 2008, 2013

Mistrzostwo Ukrainy:
- 2005, 2009, 2013, 2014
- 2006

Liga Mistrzyń
- 2007

Mistrzostwo Rosji:
- 2007

Superpuchar Francji:
- 2015

## Sukcesy reprezentacyjne
Mistrzostwa Europy Kadetek:
- 2005

Mistrzostwa Europy Juniorek:
- 2006

## Nagrody indywidualne
- 2005: MVP i najlepsza atakująca Mistrzostw Europy Kadetek